# Lunatica
Lunatica is een Zwitserse symphonic metalband opgericht in 1998.

## Bandleden
- Andrea Dätwyler - Vocals
- Sandro D’Incau - Gitaar
- Andy Leuenberger - Gitaar
- Emilio MG Barrantes - Bass
- Alex Seiberl - Keyboard
- Ronny Wolf - Drums

## Voormalige bandleden
- Beat Brack - Bass
- Ermes Di Prisco - Drums

## Discografie
- Atlantis (2001)
- Fables & Dreams (2004)
- The Edge of Infinity (2006)
- Fable of Dreams (Single)
- New shores (2009)